# Långsjön (Döderhults socken, Småland)
Långsjön är en sjö i Oskarshamns kommun i Småland och ingår i Viråns huvudavrinningsområde.